# أوسكار بيكر (لاعب كرة قدم أسترالية)
أوسكار بيكر (بالإنجليزية: Oskar Baker) هو لاعب كرة قدم أسترالية أسترالي، ولد في 1998.

## روابط خارجية
- أوسكار بيكر على موقع AustralianFootball.com (الإنجليزية)
- أوسكار بيكر على موقع AFLtables.com (الإنجليزية)